# Resident Evil: Heavenly Island
Resident Evil: Heavenly Island, connu au Japon sous le nom Biohazard: Heavenly Island (バイオハザード～ヘヴンリーアイランド～), est un manga faisant partie intégrante de la chronologie officielle de la série Resident Evil, scénarisée par Capcom. Il est dessiné par Naoki Serizawa et est prépublié dans le magazine Weekly Shōnen Champion entre le 15 janvier 2015 et le 2 février 2017. La version française est publiée par Kurokawa à partir de juillet 2015.
Dans la saga officielle, le manga fait directement suite aux évènements de Resident Evil: Revelations 2[réf. nécessaire].

## Liste des volumes
| no | Japonais         | Japonais          | Français         | Français          |
| no | Date de sortie   | ISBN              | Date de sortie   | ISBN              |
| --- | ---------------- | ----------------- | ---------------- | ----------------- |
| 1 | 6 mars 2015      | 978-4-253-13121-6 | 2 juillet 2015   | 978-2-368-52161-8 |
| « Idol Survival », sorte de « Koh Lanta » composé uniquement de mannequins et de belles actrices, est une émission ultra-populaire dans le monde entier, dont le nouvel épisode se tourne actuellement sur l'île de Tortuga. Mais le tournage ne sera pas de tout repos, car Claire Redfield, spécialiste du bioterrorisme, enquête sur cette même île à la suite de la découverte d'un poisson infecté par un virus... |                  |                   |                  |                   |
| 2 | 8 septembre 2015 | 978-4-253-13122-3 | 14 janvier 2016  | 978-2-368-52210-3 |
| Après avoir découvert que l'île paradisiaque abritait autrefois un laboratoire de recherche dirigé par Spencer, le créateur du Virus-T, Claire tente de contacter Inès. Mais celle-ci, prisonnière dans un temple de l'île, est aux prises avec une arme bio-organique... Non loin de là, en plein tournage de l'émission de télé-réalité Idol Survival, un monstre apparaît qui transforme les starlettes en zombie, les unes après les autres, jusqu'à ce que la plage où la production a élu domicile en soit infestée... |                  |                   |                  |                   |
| 3 | 8 février 2016   | 978-4-253-13123-0 | 8 septembre 2016 | 978-2-368-52399-5 |
| Ravagée par une pandémie, une île paradisiaque se transforme en enfer. Terrorisées, les starlettes en maillot de bain tentent de fuir l'étrange "Harpouilleux" et "le Diable aux Hélices", une monstrueuse B.O.W. Claire, qui a reçu un signal de détresse de la zone contaminée, a demandé de l'aide à Chris, de la BSAA... |                  |                   |                  |                   |
| 4 | 8 septembre 2016 | 978-4-253-13124-7 | 6 juillet 2017   | 978-2-368-52491-6 |
| Grâce à la note de Parker, un membre de la B.S.A.A., Claire et son groupe parviennent jusqu'à un complexe souterrain caché sur l'île. C'est là qu'en grand secret, Spencer, le fondateur de l'Umbrella Corporation, a fait construire un immense laboratoire de recherches sur les armes biologiques. Quelle terrible vérité cachent les "trésors maudits" qui y sommeillent encore... ?! |                  |                   |                  |                   |
| 5 | 8 février 2017   | 978-4-253-13125-4 | 7 décembre 2017  | 978-2-368-52492-3 |
| Le " Projet KODOKU ", mené en secret sur l'île par des survivants de l'Umbrella Corp, dans le but de créer le plus puissants des monstres, prend fin lorsque " Harpouilleux ", qui a vaincu " Le Diable aux Hélices ", devient l'ultime survivant. Témoin de ces événements, Zili se met à agir d'une manière très inattendue pour une prétendue actrice... ?! Quelle sera l'issue du combat ultime mené par Claire et Tominaga, impliqués malgré eux dans cet abominable cauchemar... ?!                                    |                  |                   |                  |                   |